# Антисиметрична матрица
Антисиметрична матрица наричаме квадратна матрица {\displaystyle A(a_{ij})}, за която е изпълнено {\displaystyle a_{ij}=-a_{ji}} за всеки {\displaystyle i,j.}
Например {\displaystyle {\begin{pmatrix}0&5&1\\-5&0&7\\-1&-7&0\end{pmatrix}}}.

## Свойства
1. Рангът на всяка антисиметрична матрица е четен.
2. {\displaystyle A^{T}=-A} (следва от {\displaystyle a_{ij}=-a_{ji}})
3. Всички числа по главния диагонал са нули. ({\displaystyle a_{ii}=-a_{ii}\Rightarrow a_{ii}=0})[1]
4. Нека A е n-мерна антисиметрична матрица. Ако n е нечетно, то {\displaystyle det(A)=0}, а ако n е четно, {\displaystyle det(A)\geq 0}[2]
5. За реални антисиметрични матрици ненулевите собствени стойности на матрицата са чисто имагинерни и следователно имат вида {\displaystyle \lambda _{1}i,-\lambda _{1}i,\lambda _{2}i,-\lambda _{2}i,\ldots } където всички {\displaystyle \lambda _{k}} са реални числа.
6. Всяка квадратна матрица A може да бъде представена като сума от симетрична и антисиметрична матрица както следва: {\displaystyle A={\frac {1}{2}}\left(A+A^{\mathsf {T}}\right)+{\frac {1}{2}}\left(A-A^{\mathsf {T}}\right).}[3]